# ألبرت غريغ
ألبرت غريغ هو سياسي كندي، ولد في 9 مايو 1873 في Huron County, Ontario ‏ في كندا، وتوفي في 24 أكتوبر 1959 في Algoma District ‏ في كندا. نشط حزبياً في حزب أونتاريو المحافظ التقدمي. وقد انتخب عضو برلمان مقاطعة أونتاريو ‏.